# Conwentzia inverta
Conwentzia inverta är en insektsart som beskrevs av Withycombe 1925. Conwentzia inverta ingår i släktet Conwentzia och familjen vaxsländor. Inga underarter finns listade i Catalogue of Life.